# Коломійцева Долина
Коломійцева Доли́на — село в Україні, у Роменському районі Сумської області. Населення становить 27 осіб. Входить до складу Синівської сільської громади.
Після ліквідації Липоводолинського району 19 липня 2020 року село увійшло до Роменського району.

## Географія
Село Коломійцева Долина розташоване за 2 км від правого берега річки Грунь. На відстані 2 км розташовані села Подільки та Синівка.
По селу тече струмок, що пересихає.

## Історія
Місцевість названа так через приналежність останньої панові Коломійцю. Його землі знаходилися на відкритій місцевості, у долині, яку оточували невеликі підвищення, покриті листяними лісами. Пан нібито займався скотарством: розводив різні породи овець, які випасалися у цій же долині. До людей ставився по-доброму, був порядний, тому його ім'ям і назвали місцевість.
Село постраждало внаслідок геноциду українського народу, проведеного урядом СРСР 1923–1933 та 1946–1947 роках.
До 2018 року орган місцевого самоврядування — Подільківська сільська рада.

## Економіка
- Молочно-товарна ферма.